# Chaetosciara unguidentata
Chaetosciara unguidentata är en tvåvingeart som beskrevs av Shah Mashood Alam 1989. Chaetosciara unguidentata ingår i släktet Chaetosciara och familjen sorgmyggor. Inga underarter finns listade i Catalogue of Life.